# Советский тяжеловоз
Сове́тский тяжелово́з — порода наиболее крупных в России тяжеловозных лошадей
Основные масти: рыжая, рыже-чалая, бурая, гнедая и гнедо-чалая. Иногда встречается вороная.

## История
Была выведена на Починковском конном заводе № 23 и Мордовском конном заводе в середине 1920-х годов.
Зарегистрирована в 1952 году. 
Выведена поглотительным скрещиванием отечественных упряжных лошадей — потомков и помесей битюгов (первая отечественная порода утяжелённых рабочих лошадей), арденов, першеронов — с бельгийскими брабансонами и английскими суффольками, так что преобладают качества последних.

## Характеристика породы[3]
Лошади советской тяжеловозной породы  не являются самыми крупными среди тяжеловозов: их высота в холке составляет 155-160 см,  масса — от 700 до 1000 кг. У них средняя по величине голова, мускулистая шея средней длины, широкая низкая холка, широкая, иногда мягкая, спина, ровная широкая поясница, очень широкий, раздвоенный и свислый круп. Грудь широкая, с округлыми рёбрами, ноги средней длины, достаточно сухие и крепкие, копыта правильной формы. Иногда встречается косолапость, саблистость и мягкие бабки. Оброслость гривы, хвоста и щёток умеренная. Преобладающие масти — рыжая и рыже-чалая, реже встречаются гнедая и гнедо-чалая. Конституция у большинства советских тяжеловозов крепкая, рыхлость и сырость встречается только у отдельных лошадей. Темперамент спокойный.
Лошади советской тяжеловозной породы достаточно скороспелы. С двух с половиной — трёх лет они могут выполнять сельскохозяйственные работы, а с трёх лет поступают в производящий состав. Жеребята растут очень быстро, достигая к шестимесячному возрасту 365—375 кг, а к одному году — 525—540 кг.
Плодовитость советских тяжеловозов средняя (выход жеребят в конных заводах 65 — 75 %). Срок племенного использования в большинстве случаев ограничивается 16 — 17 годами. Правда, отдельные производители и матки давали приплод до двадцатилетнего возраста и старше.
Высокая скороспелость, большая живая масса, способность потреблять дешёвые объёмистые корма — всё это очень полезные качества и в мясном коневодстве, где советский тяжеловоз — очень перспективный улучшатель поголовья.
Кобылы советской тяжеловозной породы отличаются исключительно высокой молочностью. На кумысной ферме ВНИИ коневодства в период с 1976 по 1982 годы их молочная продуктивность за полную лактацию (239 дней) составляла в среднем 3317 литров. Максимальная продуктивность получена от кобылы Рябины — 6173 литров молока за 338 дней лактации.
Кроме того, лошади этой породы перспективны как мясные и молочные.